# Ilpla
Ilpla (Duits: Ilpel) is een plaats in de Estlandse gemeente Saaremaa, provincie Saaremaa. De plaats heeft de status van dorp (Estisch: küla).
Tot in oktober 2017 behoorde Ilpla tot de gemeente Pihtla. In die maand ging Pihtla op in de fusiegemeente Saaremaa.

## Bevolking
Het dorp had 61 inwoners op 31 december 2011 en 74 inwoners op 31 december 2021.

## Geschiedenis
Ilpla werd voor het eerst genoemd in 1453 onder de naam Ylpel. In 1592 was Ilpla een Wacke, een administratieve eenheid voor een groep boeren met gezamenlijke verplichtingen. Tussen 1744 en 1750 werd een landgoed Ilpel gevormd uit stukken land die hadden behoord tot de landgoederen Kaarma-Suuremõisa (Duits: Karmel-Großenhof), Randvere (Duits: Randefer), Uue-Lõve (Duits: Neu-Löwel) en Vanalõve (Duits: Alt-Löwel). Het terrein was op dat moment door de Grote Noordse Oorlog en de pest ontvolkt en onbebouwd. Het nieuwe landgoed was een kroondomein.
Het landhuis van het landgoed is bewaard gebleven. Het is waarschijnlijk gebouwd in het stichtingsjaar van het landgoed, dus ergens in de jaren 1744-1750. Het gebouw heeft één woonlaag. Onder een pleisterlaag is het geheel van hout. Na de overname van het landgoed door het onafhankelijk geworden Estland in 1919 diende het tot 1965 als school en later als appartementencomplex. Ook enkele bijgebouwen zijn bewaard gebleven.
In 1977 werd werden de buurdorpen Kalmu en Mõisaküla bij Ilpla gevoegd.

## Foto's

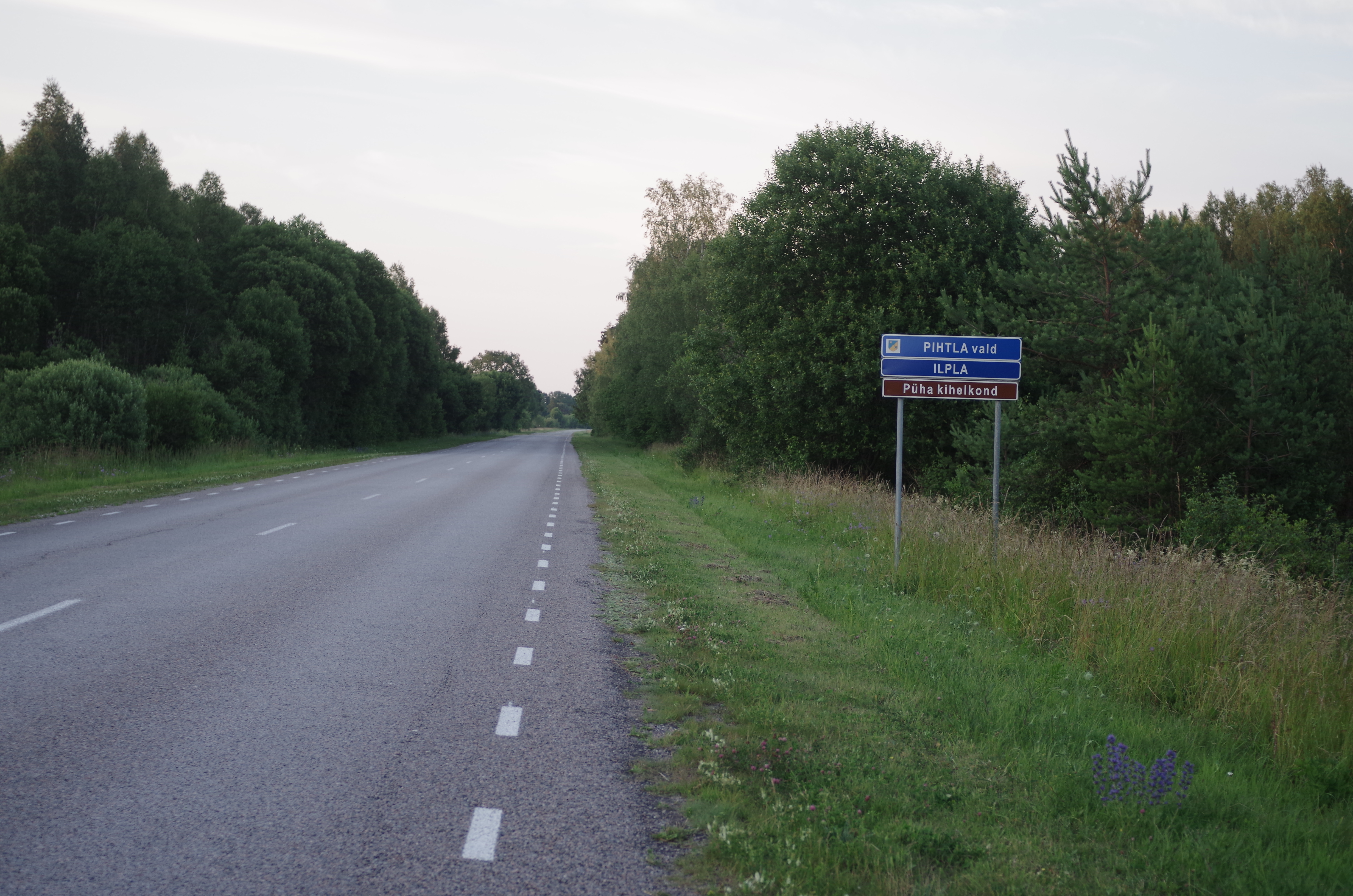
De toegangsweg tot het dorp
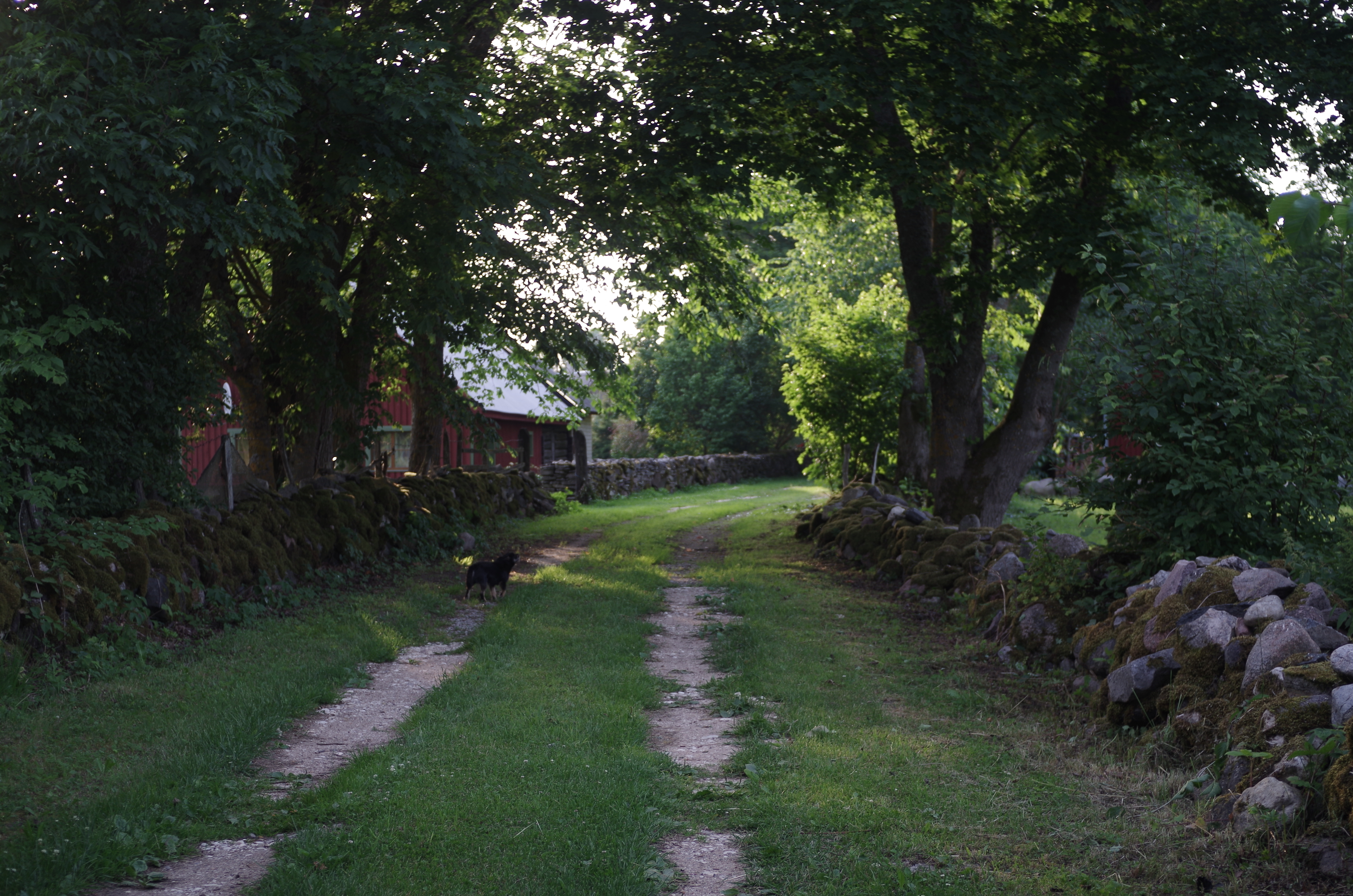
Straatje in Ilpla
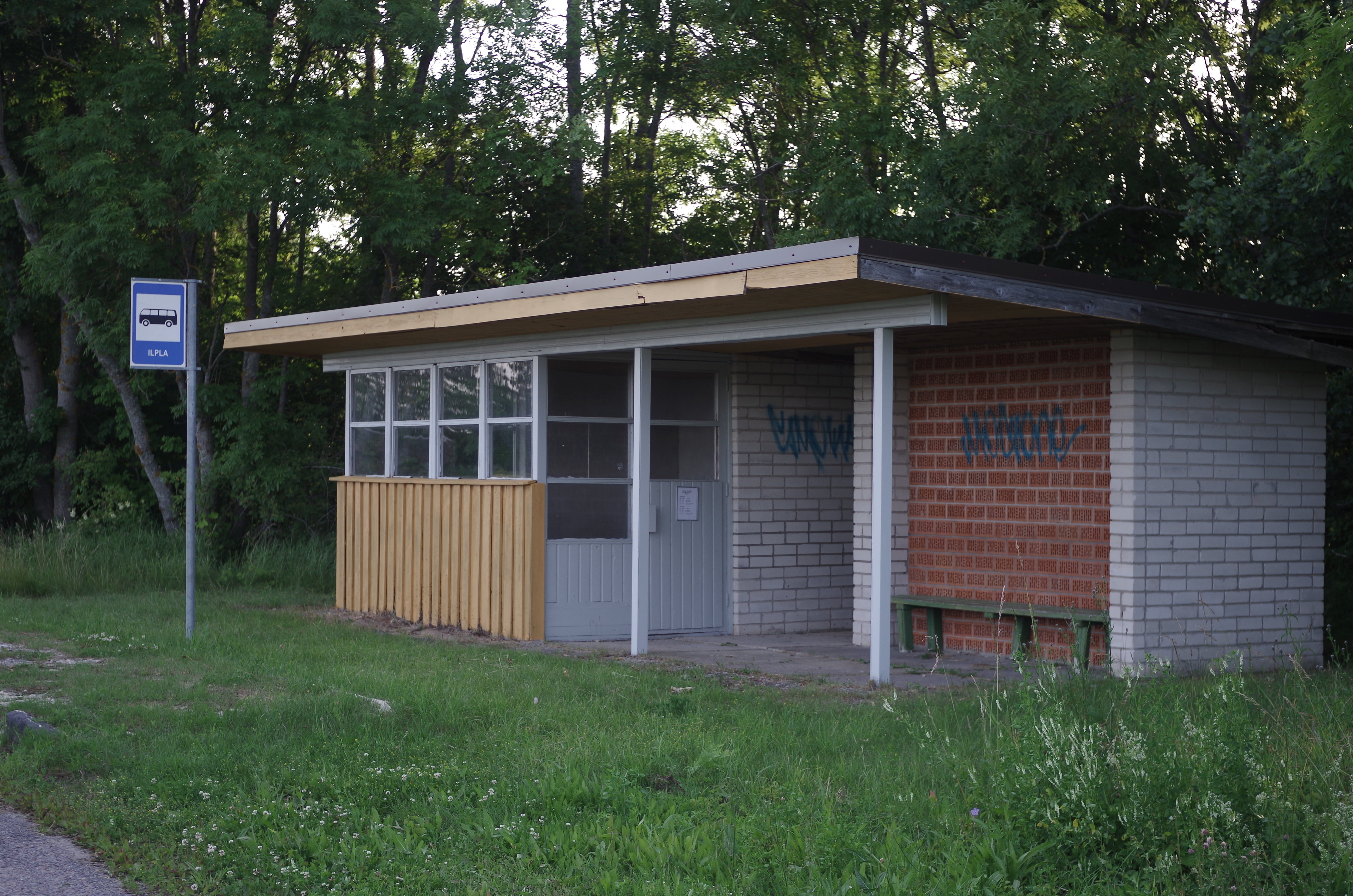
Bushalte
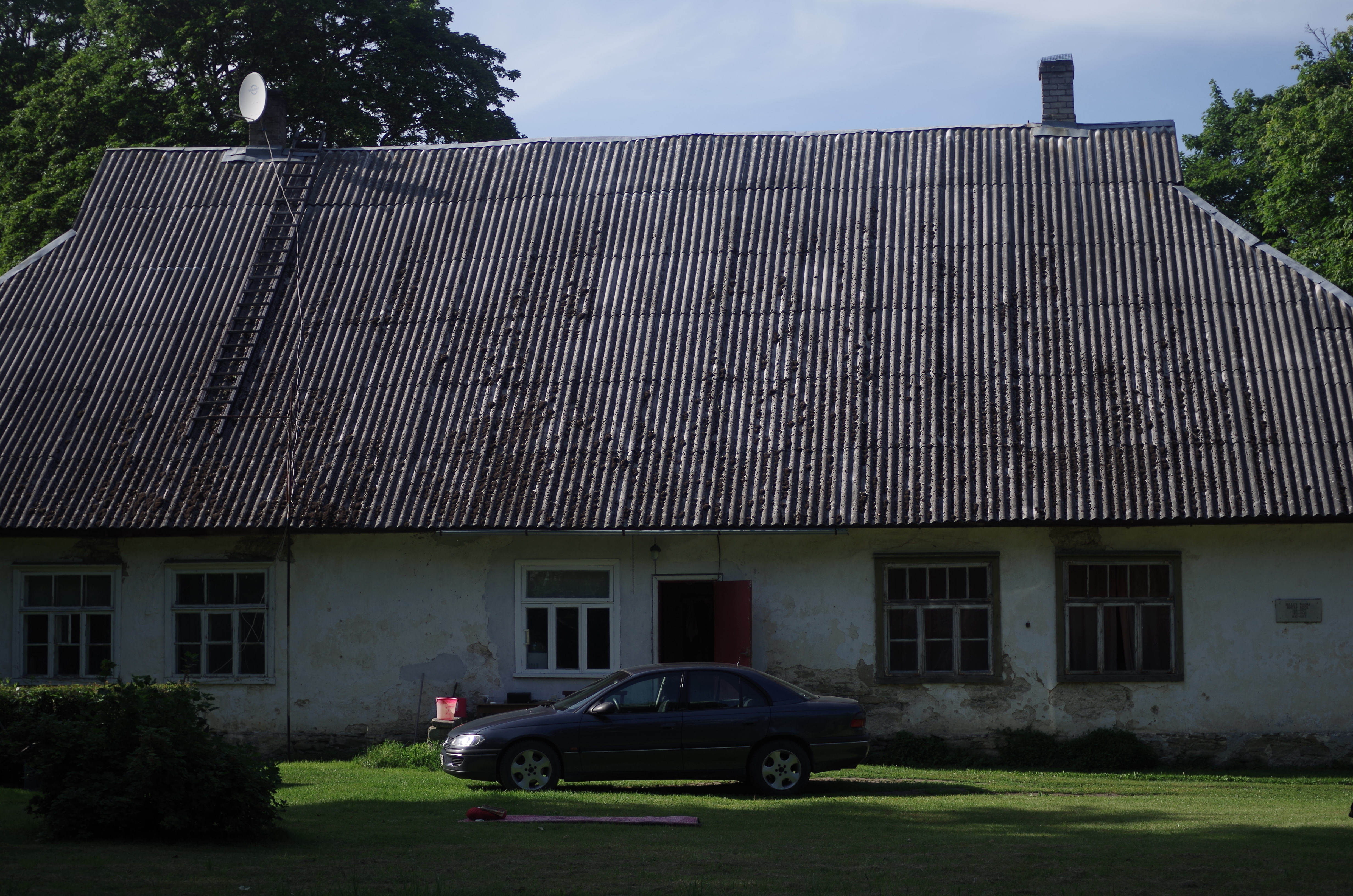
Het landhuis
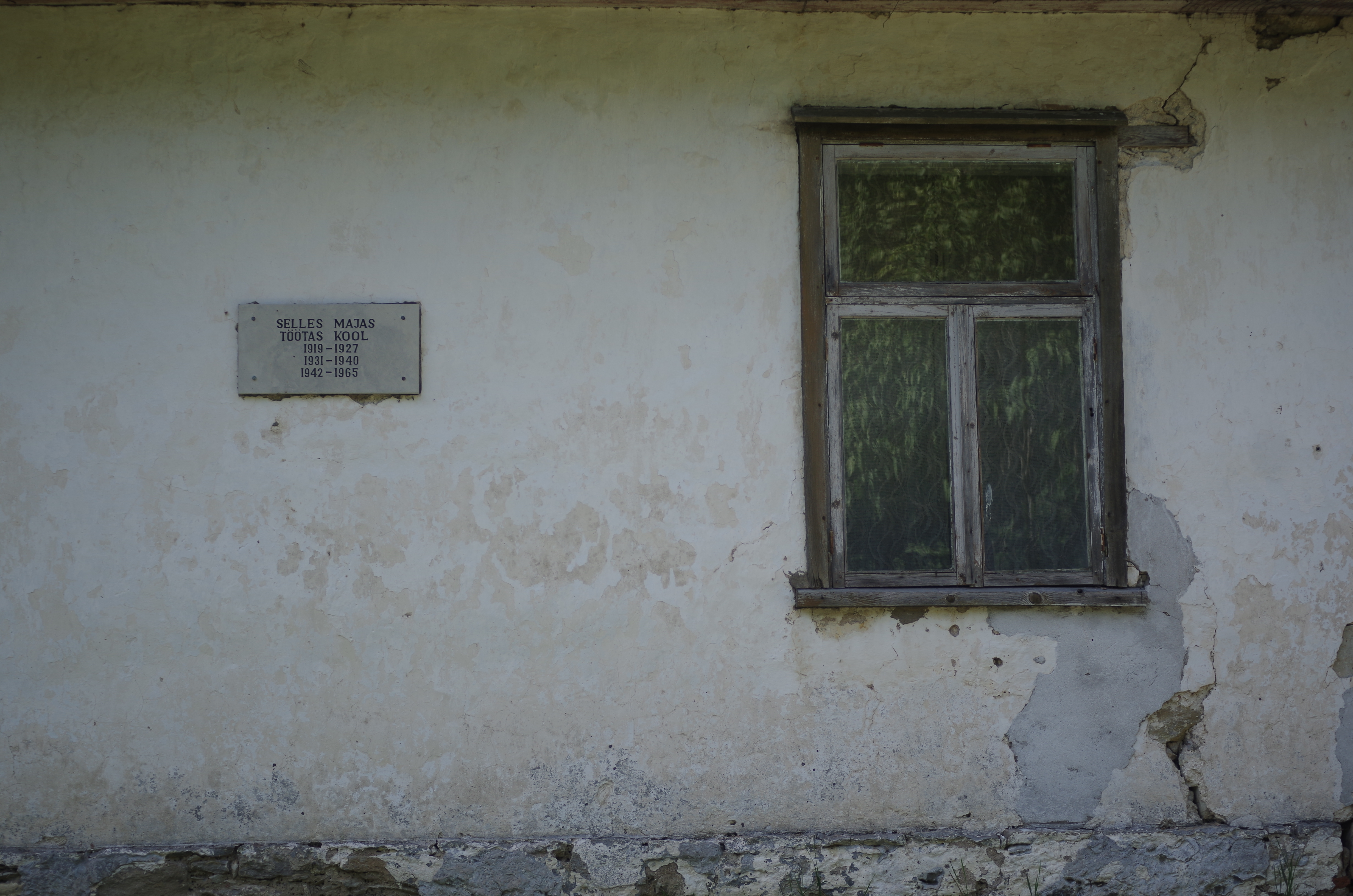
Plaquette met de perioden dat de school in het landhuis gevestigd was
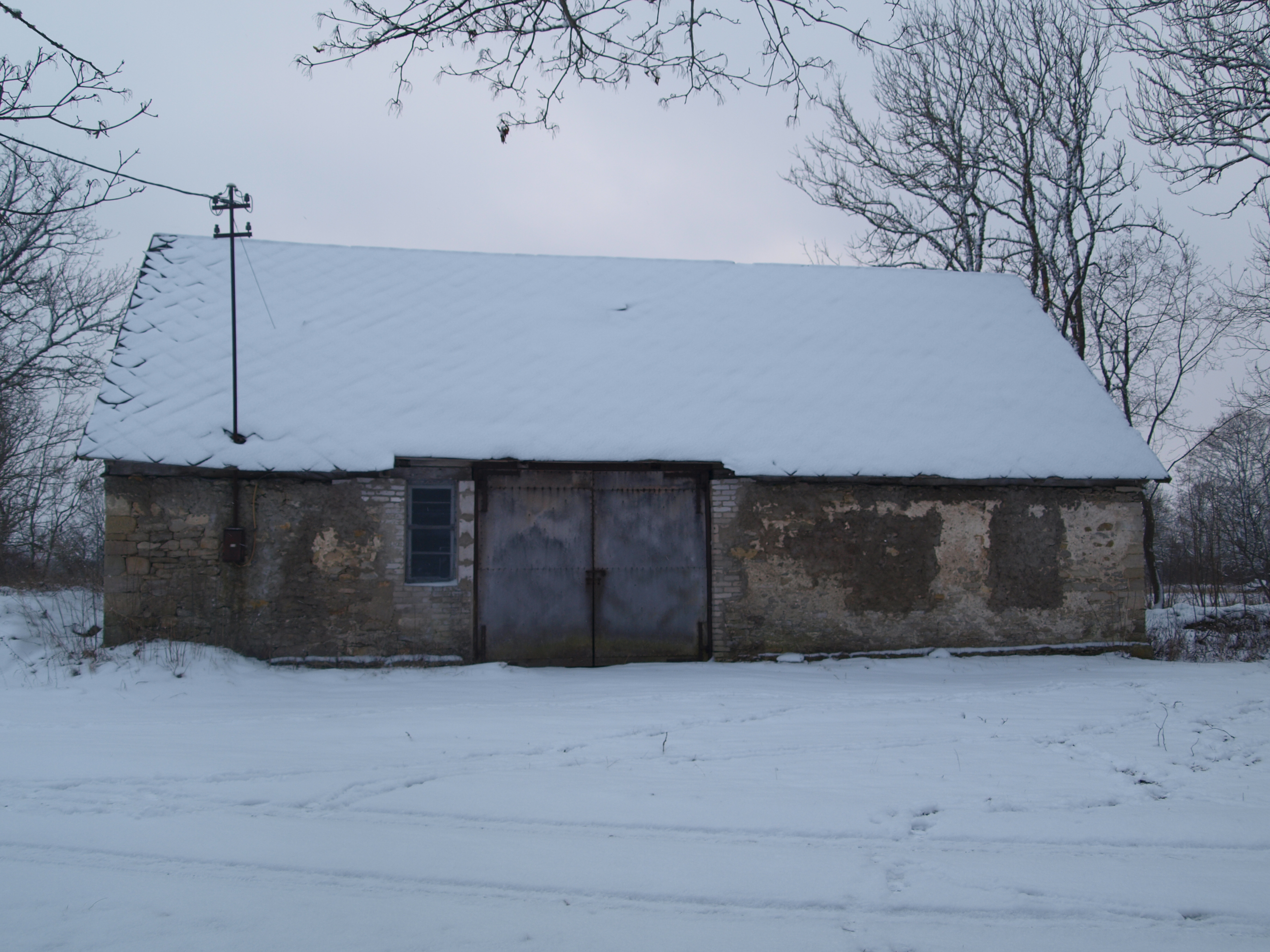
Bijgebouw